# Ferrari 330LM GTO

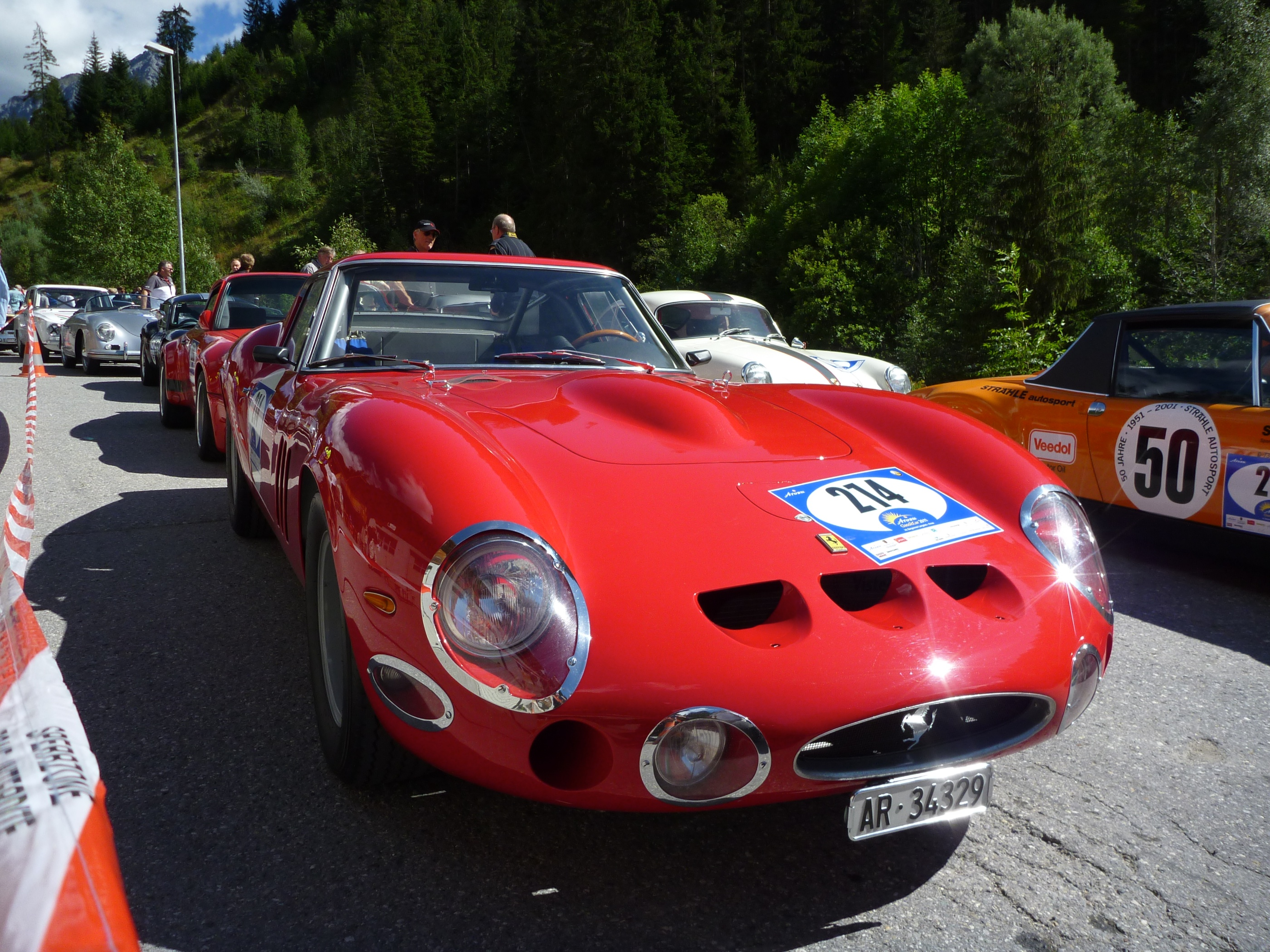
Ein Ferrari 330 GTO (Recreation) bei der Arosa Classic 2011

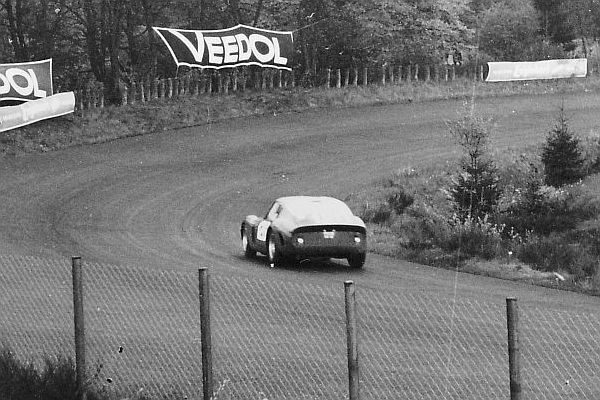
330 GTO von Mairesse/Parkes beim 1000-km-Rennen 1962 in der Südkehre des Nürburgrings

Der Ferrari 330LM GTO war ein Rennsportwagen, den die Techniker der Scuderia Ferrari 1962 für Sportwagenrennen entwickelten.

## Entwicklungsgeschichte und Technik
Der Ferrari 330 GTO war ein Sondermodell des Ferrari 250 GTO. Das Fahrgestell des 330 GTO war eng verwandt mit dem 1963 entwickelten LMB und unterschied sich technisch nur in wenigen Details. Bei Ferrari nahm man eine Reglementänderung bei Sportwagenrennen zum Anlass, den 4-Liter-V12-Motor aus dem Ferrari 400 Superamerica in besagte 250-GTO-Fahrgestelle zu übernehmen. Das Aggregat (Typ 163, Bohrung × Hub: 77 × 71 mm) schöpfte, mit drei Weber-42DCW-Vergasern ausgerüstet, aus einem Hubraum von 3967 cm³ 250 kW (340 PS) bei 7000/min. Äußerlich war Fahrgestell 3765A von den 250 GTO kaum zu unterscheiden.

## Renngeschichte
Nur zwei internationale Renneinsätze des 330LM GTO sind den Publikationen über internationale Sportwagenrennen zu entnehmen. 1962 wurden Willy Mairesse und Mike Parkes beim 1000-km-Rennen auf der Nordschleife des Nürburgrings Gesamtzweite; geschlagen nur von den Teamkollegen Phil Hill und Olivier Gendebien, die einen Ferrari Dino 246SP fuhren. Der Rückstand auf die Sieger betrug nach 1003,640 Kilometern Renndistanz 2:21,3 Minuten.
Der zweite Einsatz war beim 24-Stunden-Rennen von Le Mans 1962. Um die Verwirrung über die Ferrari-Typenbezeichnungen noch größer zu machen, steht der Wagen dort als 250 GTI/330 LM in der Startliste. In Le Mans war Lorenzo Bandini der Partner von Mike Parkes. Beim Rennen blieb Parkes in der Auslaufzone der Mulsanne im Sand stecken. Bei dem Versuch den Wagen aus der prekären Lage zu befreien überhitzte der Motor und das Team musste aufgeben.
Der Wagen blieb bis 1965 bei Ferrari, wurde aber bei keinem Rennen mehr eingesetzt. Dann wurde das Fahrzeug an Ferdinando Latteri verkauft, der damit Bergrennen bestritt. 1967 kam der GTO in die USA, wurde 1985 restauriert und gehört heute einem US-amerikanischen Sammler.